# Європейська соціал-демократична партія
Європейська соціал-демократична партія (рум. Partidul Social Democrat European), до 20 листопада 2022 року — Демократична партія Молдови (ДПМ) (рум. Partidul Democrat din Moldova) — ліво-центристське політичне формування в Республіці Молдові. Заснована 1997 року, асоційований член Партії європейських соціалістів (ПЕС), повноправний член Соціалістичного інтернаціоналу.
Згідно зі статутом, виступає за затвердження Республіки Молдови як незалежної, суверенної і демократичної держави, заснованої на законі і інтегрованої в єдину сім'ю європейських демократій.

## Історія
Партія заснована 8 лютого 1997 року під назвою «Рух за демократичну і процвітаючу Молдову». З'їзд 17 жовтня 1998 року вибрав керівні органи партії і прийняв статут і політичну програму, засновану на принципах соціал-демократії. На парламентських виборах в березні 1998 року вибірковий блок, створений на основі Руху, — Блок «За демократичну і процвітаючу Молдову», отримав 18,64 % голосів, відповідно 24 з 101 місця в парламенті, що дозволило йому брати участь в уряді, у межах «Альянсу за демократію і реформу» (АДР). Думітру Дьяков, голова формування, був вибраний спікером законодавчої влади. З 1997 року по літо 2009 років партію очолював Думітру Дьяков, який в період з 1997 по 2001 рік займав пост голови парламенту. У 1999 році представник ДДПМ Іон Стурза був призначений главою уряду країни .
На З'їзді 15 квітня 2000 року Рух за демократичну і процвітаючу Молдову був перейменований в Демократичну партію Молдови. На парламентських виборах 2001 року партія отримала 79 757 голосів (5,02 %), але не змогла здолати вибірковий поріг 6 %. Проте на місцевих виборах 25 травня 2003 року ДПМ удалося отримати близько 8,3 % по країні.
Партійний з'їзд 22 листопада 2003 року поставив нові завдання в роботі партії. Одним із основних документів, прийнятих на З'їзді, була нова редакція політичної програми, в якій партія заявляє про незмінний характер своїх політичних цілей і принципів. На з'їзді Демократична партія заявила про свій намір стати членом Соціалістичного інтернаціоналу і ухвалила резолюцію про взаємини Демократичної партії Молдови з профспілковим рухом. 8 травня 2004 року, відповідаючи очікуванням виборців про консолідацію сил реформістів і демократичних, Демократична партія Молдови, Альянс «Наша Молдова» і Соціал-ліберальна партія (СЛП) створили Блок «Демократична Молдова» (БДМ).
Після парламентських виборів 6 березня 2005 року ДПМ отримує вісім місць у парламенті, ставши єдиною партією, яка програла вибори в 2001 році і після цього повернулася до парламенту в 2005 році. Після приєднання групи депутатів СЛП до парламентської групи ДПМ в жовтні В 2007 році число демократичних депутатів збільшилося до 11, ДПМ стала третьою політичною силою в законодавчому органі Кишинева того часу.
Після злиття ДПМ із Соціал-ліберальною партією, яке відбулося на З'їзді 10 лютого 2008 року, Думітру Дьяков був переобраний головою партії, а першим віцеголовою був вибраний колишній лідер СЛП Олег Серебрян. Партійним гімном ДПМ стала «Ода до радості» Бетховена, яка символізує проєвропейський вектор формування і його прихильність європейській федералістській течії. 19 липня 2009 року Надзвичайний з'їзд ДПМ вибрав головою партії Маріана Лупу.
На парламентських виборах 5 квітня 2009 року Демократична партія отримала лише 2,97 % голосів, залишаючись поза парламентом.
Після парламентських виборів 29 липня 2009 року ДПМ отримала 13 депутатських мандатів і незабаром стала одним з чотирьох компонентів Альянсу за європейську інтеграцію (АЄІ), який отримав більшість в парламенті Республіки Молдови. Маріан Лупу, лідер ДПМ, був кандидатом від Альянсу за європейську інтеграцію на пост президента Республіки Молдови на виборах 10 листопада і 7 грудня 2009 року, але не набрав необхідної кількості голосів.
На дострокових парламентських виборах 28 листопада 2010 року ДПМ отримала 15 депутатських місць в парламенті, ставши однією з трьох складових частин АЄІ-2.
У травні 2013 року ДП (з 15 депутатами) разом з Ліберально-демократичною партією Молдови (31 депутат) і реформаторської для Ліберала партії (7 депутатів) сформували новий правлячий альянс — Проєвропейську коаліцію.
На парламентських виборах 30 листопада 2014 року ДП набрала 15,80 % голосів, отримавши 19 місць в парламенті. Після виборів ДП і ЛДПМ (23 мандати) сформували міноритарну керівну коаліцію — Політичний альянс «За європейську Молдову».
З 2009 року Демократична партія є повноправним членом Соціалістичного інтернаціоналу. З 2010 по 2015 рік отримала статус члена-спостерігача Партії європейських соціалістів, а в червні 2015 року ДПМ стала асоційованим членом Партії європейських соціалістів..
14 січня 2016 року новим кандидатом на пост прем'єр-міністра став Павло Філіп, висунутий ДПМ і підтриманий новою парламентською більшістю.
Уряд, очолюваний Павлом Філіппом, отримав необхідну кількість голосів і приступив до роботи
отримавши голоси 57 депутатів: 20 депутатів фракції ДПМ, 13 депутатів ЛП, 14 колишніх комуністичних депутатів, 8 депутатів від ЛДПМ і що 2 були депутата ЛДПМ
VIII з'їзд було скликано після рішень, прийнятих на засіданні Політичної поради ДПМ від 10 грудня 2016 року, де лідер партії Маріан Лупу оголосив про свою відставку з посади голови ДПМ.
Основним завданням VIII з'їзду було обрання нових керівних органів, прийняття нових змін в статуті партії і постановка нових завдань по модернізації партії. Головою ДПМ делегати з'їзду одноголосно вибрали бізнесмена Влада Плахотнюка. Влад Плахотнюк заявив, що зосередиться на модернізації політичного формування, аби воно стало партією, яка просуває інтереси громадян, а не геополітичні інтереси. Делегати з'їзду також вибрали Павла Філіппа першим заступником голови ДПМ, проголосували за список нової Національної політичної поради і прийняли нову редакцію Статуту партії.
За словами організаторів, в з'їзді взяли участь близько 1000 делегатів зі всіх районів країни і гості з-за кордону.
10 березня 2017 року 14 колишніх комуністичних депутатів, які сформували разом з ДПМ Соціал-демократичну платформу «За Молдову», приєдналися до парламентської фракції Демократичної партії Молдови. Лідер парламентської фракції демократів Маріан Лупу заявив на брифінгу, що рішення 14 депутатів — це крок, який приведе до консолідації парламентської більшості, фракція ДПМ стала найчисленнішою політичною групою в Парламенті.
20 листопада 2022 року під час позачергового з'їзду партію перейменували на Європейську соціал-демократичну партію, також змінилось керівництво, символіка, статут і програма.

### Доктрина
Доктрина заснована на принципах соціал-демократії. Її основні цінності: Рівність, аби всі люди могли реалізувати свій потенціал на справедливих умовах; Солідарність, аби всі люди мали все необхідне для гідного мешкання, і Свобода, аби кожна людина могла будувати свій особистий життєвий проєкт.

## Логотип
Логотип Демократичної партії Молдови складається з трьох троянд, що зростають з одного стебла, увінчаного півколом.

## Організація і команда
Національна політична порада ДПМ є керівним органом партії між двома з'їздами. Засідання Національної політичної поради скликається не рідше, ніж двічі в рік Головою ДПМ або на прохання не менше чим 1/3 члени Національної політичної поради. Національна політична порада ДПМ обирається З'їздом на термін в 4 (чотири) роки, чисельний склад яких визначається вирішенням З'їзду ДПМ. Політична порада є представником членів зі всіх районів країни, що забезпечує пошану і дотримання повноважень членів ДПМ.
Виконавча порада ДПМ є виконавським і керівним органом ДПМ, який координує її діяльність між засіданнями Національної політичної поради і обирається на термін 4 (чотири) року у складі 31 (тридцяти одного) члена.
Постійне бюро є оперативним аналітичним органом ДПМ між засіданнями Старанного і Національного політичного порад і збирається щонеділі або на вимогу голови ДПМ. Постійне бюро ДПМ об'єднує голову, першого віцеголову, почесного голову, віцепрезидентів і генерального секретаря ДПМ. Цей керівний орган уповноважений членами партії аналізувати і приймати рішення відносно повсякденної політичної діяльності ДПМ з врахуванням одностайного бажання, висловленого членами партії: що ДПМ повинна підвищити життєвий рівень багато в сучасній і солідарній Молдові.
Структура ДПМ включає Жіночу організацію, Демократичну Молодь, Організацію літніх людей «Скарб Нації» і місцевих виборців. Жіноча організація є найсильнішою, найактивнішою і показнішою жіночою партійною організацією в Молдові.

### Кількість членів
Кількість членів партії: ~ 54 200 (07/2018)

## Керівництво партії
Станом на листопад 2022:
- Іон Сула — голова ЄСДП
- Мірча Буга — перший віцеголова ЄСДП
- Єремей Присяжнюк — віцеголова ЄСДП
- Вадим Бринзанюк — віцеголова ЄСДП

## Цілі
ДПМ прагне до досягнення наступних політичних цілей відповідно до своїх фундаментальних цінностей і потреб стійкого і довготривалого розвитку Республіки Молдови:
1. Зміцнення конституційного порядку в державі, забезпечення пошани політичних, економічних і соціальних прав людини відповідно до Загальної декларації прав людини, Європейської конвенції про права людини і інших актів міжнародного права;
2. Встановлення і затвердження цивільної нації в Республіці Молдові відповідно до принципу «всі ми є громадянами Молдови як громадяни Республіки Молдови», дотримуючи при цьому право кожного громадянина на етнічну самоідентифікацію.
3. Завершення за допомогою політичних рішень, мирною дорогою, процесу територіальної реінтеграції Республіки Молдови;
4. Додати активну соціальну роль державі, яка через сильні установи стане силоміць рівноваги в суспільстві. Держава повинна піклуватися про забезпечення суспільного блага, досягнення цілей, що представляють загальний інтерес, заохочення справедливості і солідарності в суспільстві. Ознаками сильних державних установ є благе управління, право і прозорість;
5. Реформування і модернізація місцевого і центрального прилюдного управління, діяльність якого має бути співвіднесена з інтересами країни і поставлена ??на службу громадянам;
6. Впровадження в Республіці Молдові концепції сильної держави соціального типа, яка грає ключову роль в захисті від соціальних рисок, забезпеченні економічного і соціального добробуту своїх громадян, приділяючи особливу увагу освіті, дослідженням, інноваціям, культурі і пошані національних цінностей;
7. Забезпечення права громадян на працю і права будувати своє майбутнє в умовах економічної і соціальної безпеки. В зв'язку з цим ДПМ вважає, що держава зобов'язана інвестувати в громадянина і вносити свій вклад до створення добре оплачуваних робочих місць і безперервної професійної підготовки громадян;
8. Створити справедливу систему перерозподілу державних доходів, направлену на забезпечення гідних умов життя для людей, які не можуть працювати (діти, літні люди, інваліди і т. Д.). Необхідно розвивати і використовувати ресурси суспільства для забезпечення рівності прав, надання кожній людині можливості створити свою власну долю, скоротити економічні диспропорції, боротися з бідністю і забезпечити соціальну справедливість;
9. Розробка оптимального комплексу програм соціального захисту для неблагополучних категорій, що грають важливу роль в розробці і проведенні політики соціальної інтеграції і працевлаштування людей з інвалідністю;
10. Створення ефективних систем суспільної охорони здоров'я і освіти, доступних кожному громадянинові, незалежно від наявних в його розпорядженні фінансових ресурсів;
11. Диверсифікація і розвиток сучасних програм навчання і самоствердження молоді паралельно з політикою, заснованою на концепції «активного старіння»;
12. Забезпечення права на приватну власність і забезпечення вільної і чесної конкуренції в якості на основі ринкової економіки, людської гідності і безпеки. Приватна власність — це економічне вираження вільної ініціативи громадянина і істотний чинник загального економічного прогресу, індивідуальний і загальний добробут;
13. Укріпити показну демократію, з тим аби підвищити авторитет інститутів і забезпечити громадянам право вільно висловлювати свою думку і брати участь в процесах ухвалення рішень;
14. Дотримання фундаментальних прав і свобод людини, права на культурну, лінгвістичну, релігійну і етнічну самобутність громадян Республіки Молдови. Ми прагнемо боротися і засуджувати екстремізм будь-якого роду, прояви расизму, шовінізму, етнічного або територіального сепаратизму;
15. Забезпечення рівних можливостей для чоловіків і жінок, визнання ролі жінок в сім'ї і в молдавському суспільстві, підтримка і заохочення гендерної рівності в структурах ухвалення рішень партії і держави;
16. Розробити справедливу систему оподаткування, яка гарантує безпеку і сприяє скороченню соціальної напруженості і економічному розвитку;
17. Здійснення економічної політики, направленої на стійке і одноманітне економічне зростання по всій країні на основі інновацій, продуктивності і конкурентоспроможності, створення умов для здобуття бюджетних доходів на всіх рівнях, достатніх для забезпечення реалізації соціальної політики, а також забезпечення підвищення добробуту населення;
18. Розвиток конкурентоздатної змішаної економіки, що поєднує динамічну приватну систему, ефективний державний сектор і якісну і доступну систему державних послуг для громадян. Поєднання зусиль цих секторів, у тому числі шляхом вживання концепції приватного прилюдного партнерства;
19. Упровадити принцип стійкого розвитку, який також відповідає поточним потребам. Збереження довкілля, яким загрожує діяльність людини, ризики зміни клімату і втрата біорізноманітності. Держава повинна реагувати на поточні потреби суспільства таким чином, яке не впливає на майбутнє нових поколінь;
20. Укріпити конституційний статус постійного нейтралітету;
21. Сприяти збалансованій зовнішній політиці, яка забезпечить імідж і інтереси Республіки Молдови в регіональному і глобальному контексті шляхом інтеграції в Європейський Союз і розвитку співпраці з країнами СНД.

### Гасло
Гасло партії: Демократична партія Молдови дивиться в майбутнє.

## Результати виборів

### Парламентські вибори
| Рік виборів | Голоси  | % голосів | Отримані мандати | +/- |
| 1998        | 294.691 | 18,2      | 24 / 101         |     |
| 2001        | 79.757  | 5,0       | 0 / 101          | 24▼ |
| 2005        | 444.377 | 28,5      | 8 / 101          | 8▲  |
| 2009        | 45.698  | 3,0       | 0 / 101          | 8▼  |
| 2009        | 198.268 | 12,5      | 13 / 101         | 13▲ |
| 2010        | 218.620 | 12,7      | 15 / 101         | 2▲  |
| 2014        | 252.489 | 15,80     | 19 / 101         | 4▲  |
| 2019        | 334.544 | 23,62     | 30 / 101         | 11▲ |
| 2021        | 26,542  | 1.81      | 0 / 101          | 30▼ |

Примітка. У 2005 році партія брала участь у виборах разом із Альянсом «Наша Молдова» та соціал-ліберальною партією в межах блоку «Демократична Молдова».
Примітка. У 2018 році партія була найбільшою парламентською фракцією Парламенту Республіки Молдова, що має 42 мандата депутата.

### Місцеві вибори

#### Районні і муніципальні ради
| Рік виборів | Голоси  | % голосів | Отримані мандати |
| 2007        | 112.242 | 9,7       | 117 / 1103       |
| 2011        | 212.504 | 15,4      | 226 / 1120       |
| 2015        | 226.661 | 17,6      | 259 / 1116       |
| 2019        | 177.811 | 16,53     | 238 / 1108       |

Примітка. У 2017 році число представників на керівних посадах складає 31 людину (голови і віцеголови районів).

#### Міські і сільські ради
| Рік виборів | Голоси  | % голосів | Отримані мандати |
| 2007        | 105.888 | 10,5      | 1155 / 10 621    |
| 2011        | 209.284 | 18,8      | 2663 / 10 630    |
| 2015        | 232.460 | 21,9      | 2810 / 10 564    |

#### Мери
| Рік виборів | Мери | % від загальної кількості | Отримані мандати |
| 2007        | 74   | 8,2                       | 74 / 895         |
| 2011        | 220  | 24,5                      | 220 / 898        |
| 2015        | 287  | 32,0                      | 287 / 898        |
| 2017        | 396  | 44,0                      | 396 / 898        |
| 2019        | 261  | 29,0                      | 261 / 898        |

## Членство в міжнародних організаціях
Демократична партія є членом з правом дорадчого голосу Соціалістичного інтернаціоналу (з 1 липня 2008 року) і співпрацює з Партією європейських соціалістів і з партіями соціал-демократичної і соціал-ліберальної орієнтації інших країн.
У червні 2018 року Демократична партія Молдови офіційно отримала участь у соціал-демократичній групі Парламентської асамблеї Організація з безпеки і співробітництва в Європі.

## Зовнішні посилання
- Официальный сайт Демократической партии Молдовы
- Официальный сайт председателя ДПМ Влада Плахотнюка
- Официальный сайт молодёжной организации
- Демократическая партия Молдовы [Архівовано 20 червня 2018 у Wayback Machine.] @ partide.md